# Agência Belga

Agência Belga é a agência de notícias da Bélgica, localizada em Schaerbeek (Bruxelas). Fundada em 20 de agosto de 1920 por Pierre-Marie Olivier e Maurice Travailleur.